# SY Геркулеса
SY Геркулеса (лат. SY Herculis) — двойная звезда в созвездии Геркулеса на расстоянии приблизительно 5397 световых лет (около 1655 парсек) от Солнца. Видимая звёздная величина звезды — от +14m до +8,4m.

## Характеристики
Первый компонент — красный гигант, пульсирующая переменная звезда, мирида (M)* спектрального класса M1e-M6e, или M2e-7e, или M3e, или M5. Масса — около 2,807 солнечной, радиус — около 157,374 солнечного, светимость — около 758,824 солнечной. Эффективная температура — около 3596 K.
Второй компонент — коричневый карлик. Масса — около 73,15 юпитерианской. Удалён в среднем на 2,11 а.е..